# Зенон Вікторчик
Зенон Вікторчик (17 липня 1918, Станиславів, Королівство Галичини і Володимирії, Австро - Угорщина - 27 березня 1997 - Варшава, Польща) – польський театральний актор і режисер, сатирик, журналіст.

## Біографія
Народився 17 липня 1918 року у Станиславові на Прикарпатті в родині Тадеуша Вікторчика та Софії з дому Полак. 
Закінчив школу  й кадетське училище у Варшаві, а відтак, як хотів батько. Вступив до Варшавського університету, однак через початок Другої світової війни навчання не почав.
Брав участь у боях з німцями в 1939 році. Захищав Варшаву, командуючи взводом у Варшавському полку. У 1944 році під час Варшавського повстання командував ротою як офіцер Армії Крайової.  Нагороджений хрестом «Доблесті» та хрестом «Заслуги з мечами».
Після поразки повстання в якості військовополоненого перебував у трьох таборах – Ламбіновіце, Зандбостель і Любек. У Любеку в 1945 році разом з друзями навіть організував у таборі самодіяльний театр-ревю.  
У 1946 році Вікторчик повернувся до Польщі та оселився в Катовіце. Спочатку був журналістом, писав театральні рецензії, згодом переїхав до Варшави, вчився в університеті, отримав диплом з польської філології.  Протягом 1973 -1983 років  працював над  редакцією журналу «Розваги». Писав п’єси й сатиричні передачі.
Помер Зенон Вікторчик 27 березня 1997 року у Варшаві. Похований на військовому кладовищі Повонзькі. 

## Фільмографія
- фільм Плюшевий ведмедик (1980) у ролі міністра  Владислава Злотніцького, режисер Станіслав Барея [4]

## Робота на радіо
- 1950 -1968 рр -  керував редакцією «Гумору та Сатир
- радіопостановки «Чай біля мікрофону», яку транслювали напряму із варшавських кав’ярень.
- авторська радіопередача з філології (діяла з 1954р.)  [3]

## Театр
- створив та був першим директором театру «Буффо»
- заснував і був головним конферансьє кабаре «Шпак» (1954-1963) під егідою Польського радіо у варшавському готелі «Брістоль [3]